# Ruprecht Zwirner
Ruprecht Zwirner (* 29. November 1929 in Berlin; † 9. Juli 2010) war ein deutscher Chirurg und ärztlicher Standespolitiker.

## Leben
Ruprecht Zwirner wurde 1929 als Sohn von Eberhard Zwirner und seiner Ehefrau Irmgard, geborene Hammerschmidt, in Berlin geboren. Sein Bruder ist der Galerist Rudolf Zwirner. Nach dem Abitur an der Gaußschule in Braunschweig studierte er von 1950 bis 1956 Medizin in Freiburg im Breisgau. Nach Medizinalassistentenzeit in Freiburg, Meßkirch/Baden und Böhl-Iggelheim, sowie Promotion zum Dr. med. im Jahr 1958 (Thema der Dissertation: Beitrag zur Innervation des Kehlkopfes) war er von 1958 bis 1962 wissenschaftlicher Assistent am Anatomischen Institut der Universität Freiburg. In diesem Jahr ging er für ein halbes Jahr an die von Horst-Günther Krainick geleitete Medizinische Fakultät der Universität Hue im damaligen Südvietnam, um Anatomie zu unterrichten.  In dieser Zeit fotografierte er den dortigen Fakultätsbetrieb – seine Fotos sind derzeit die einzigen bekannten Bilddokumente zum ersten Entwicklungshilfeprojekt der Bundesrepublik Deutschland in Vietnam. Danach absolvierte er seine Weiterbildung zum Chirurgen bis 1969 in Freiburg und Lörrach. Unter Ernst Kern wurde er in Lörrach Oberarzt. Von 1969 bis 1974 war er, Ernst Kern nach Würzburg folgend, Oberarzt an der Chirurgischen Universitätsklinik Würzburg und hatte sich dort 1972 im Fach Chirurgie habilitiert.
Von 1974 bis zu seiner Pensionierung im Dezember 1994 war Ruprecht Zwirner Privatdozent und leitete als Chefarzt die chirurgische Abteilung des Kreiskrankenhauses Donaueschingen.
Von 1982 bis 1999 war er Vizepräsident der Bezirksärztekammer Süd-Baden.

## Auszeichnungen
- Albert-Schweitzer-Medaille der Landesärztekammer Baden-Württemberg 1994
- Paracelsus-Medaille 2002